# Toxorhina (Ceratocheilus) leucostena
Toxorhina (Ceratocheilus) leucostena is een tweevleugelige uit de familie steltmuggen (Limoniidae). De soort komt voor in het Neotropisch gebied.